# Trierer Domschatz

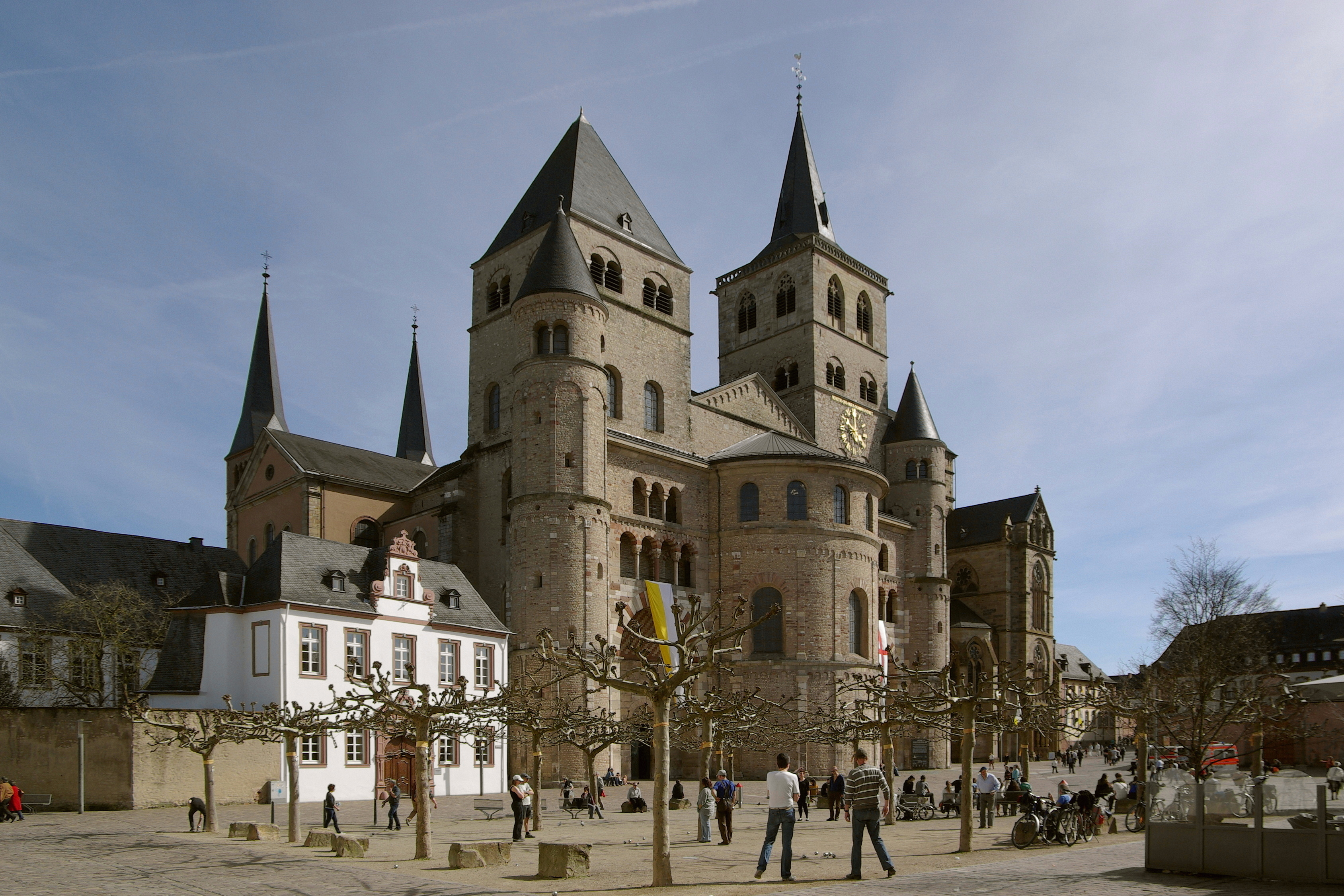
Trierer Dom

Der Trierer Domschatz ist eine der bedeutendsten Sammlungen kirchlicher Schatzkunst in Deutschland.
Er befindet sich in der Hohen Domkirche St. Peter zu Trier, der ältesten Bischofskirche Deutschlands und Mutterkirche des Bistums Trier.

## Geschichte
Die Reliquien des Trierer Doms wurden in einem um 1200 entstandenen Schatzhaus an der Nordseite des Chors aufbewahrt. Nachdem seit dem 14. Jahrhundert die Reliquienzeigung im Dom immer mehr Zulauf erfuhr, wurde um 1480 an der Südseite der Badische Bau errichtet, der im Obergeschoss das Domarchiv und bis heute auch den Domschatz beherbergt.
Inventare von 1238, 1429 und 1776 sowie ein Kupferstich von 1655 ermöglichen detaillierte Auskünfte über den Trierer Domschatz, der trotz zahlreicher Kriege über Jahrhunderte hinweg sorgsam gehütet wurde. Erst im 18. Jahrhundert wurden große Teile dazu verwendet, den ersten Koalitionskrieg gegen die französischen Revolutionstruppen zu finanzieren: 399 Kilogramm Edelmetall wurde 1792 an die kurfürstliche Münze abgegeben und eingeschmolzen. Gerade einmal zwölf Werke des Schatzes haben diesen Verlust überstanden. 
Im 19./20. Jahrhundert gelangten aus säkularisierten Kirchen, durch Schenkungen, als Leihgaben, aus dem Kunsthandel und auch durch Neuanfertigung zahlreiche Werke in den Domschatz.
In den letzten Jahren des Zweiten Weltkriegs war der Trierer Domschatz zum Schutz vor Luftangriffen zusammen mit dem Aachener und dem Essener Domschatz im Hainer Stollen in Siegen untergebracht. Die Kunstschätze wurden im April 1945 von US-Truppen entdeckt, unter Bewachung gestellt und unter anderem dank der Fürsprache des damaligen, aufgrund nationalsozialistischer Belastung am 24. April 1945 entlassenen Siegener Oberbürgermeisters Alfred Fissmer bereits im Mai 1945 teilweise zu ihren Heimstätten zurückgeführt, darunter auch der Trierer Domschatz.

### Kustos / Wissenschaftliche Betreuung
Kustos des Domschatzes ist aktuell Weihbischof Jörg Michael Peters, die wissenschaftliche Betreuung erfolgt durch das Museum am Dom.
Ehemalige Kustoden
- 1971 bis 2015: Franz Ronig

## Sammlung
Zum Domschatz gehören bemerkenswerte Kunststücke aus der Spätantike, der Romanik, der Gotik, des Barock und des 19./20. Jahrhunderts, bedeutende Handschriften des Mittelalters sowie liturgische Gewänder. Nachfolgend ist nur eine Auswahl besonderer Stücke beschrieben.

### Spätantike

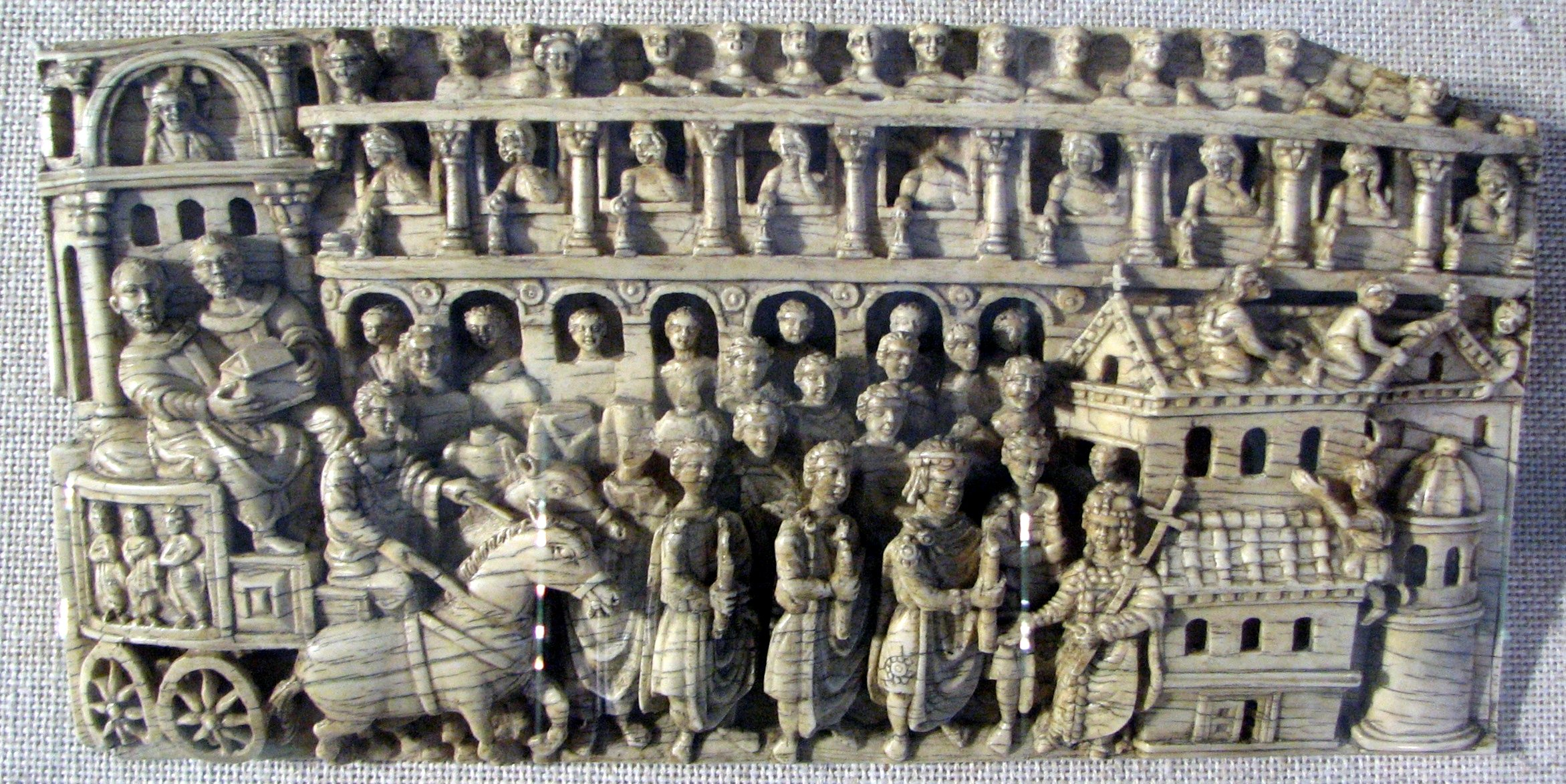
Elfenbeinrelief mit Reliquienprozession

Relief einer Reliquienprozession
Das aus Elfenbein geschnitzte, 13 × 26 cm große und wohl in Konstantinopel entstandene Relief aus dem 5. Jahrhundert ist ein Hauptwerk der Kunst der Spätantike. Es zeigt ein detailliertes Bild einer Reliquien-Prozession und des byzantinischen Hofzeremoniells: eine von links nach rechts ziehende Prozession mit zwei Geistlichen, die auf einem prachtvoll geschmückten vierrädrigen, von zwei Maultieren gezogenen Wagen sitzen und einen Reliquienschrein in eine Stadt bringen.

### Mittelalter
Simeonskodex
Im Domschatz werden ein griechisches Lektionar (Codex Simeonis) aus dem 10./11. Jahrhundert und eine nadelgebundene Mütze des Simeon von Trier (um 980/990–1035) aufbewahrt.
Perikopenbuch des Kuno von Falkenstein
Das 1380 von Erzbischof Kuno von Falkenstein geschriebene Perikopenbuch handelt vom Leben Christi.
Helmarshausener Evangeliar
Das Evangeliar aus dem Kloster Helmarshausen wurde dort um 1100 vom Benediktinermönch Theophilus Presbyter hergestellt; Anfang der 2000er Jahre wurde es aufwändig restauriert. Der Buchdeckel des Evangeliars ist ein Prunkstück der Goldschmiedekunst, er ist mit Schmucksteinen, Bergkristallen sowie feuervergoldeten, in Kupferblech getriebenen Figuren besetzt und symbolisiert Christus und die Erlösung; die Evangelisten-Symbole stehen für Menschwerdung, Tod, Auferstehung und Himmelfahrt.

### Romanik

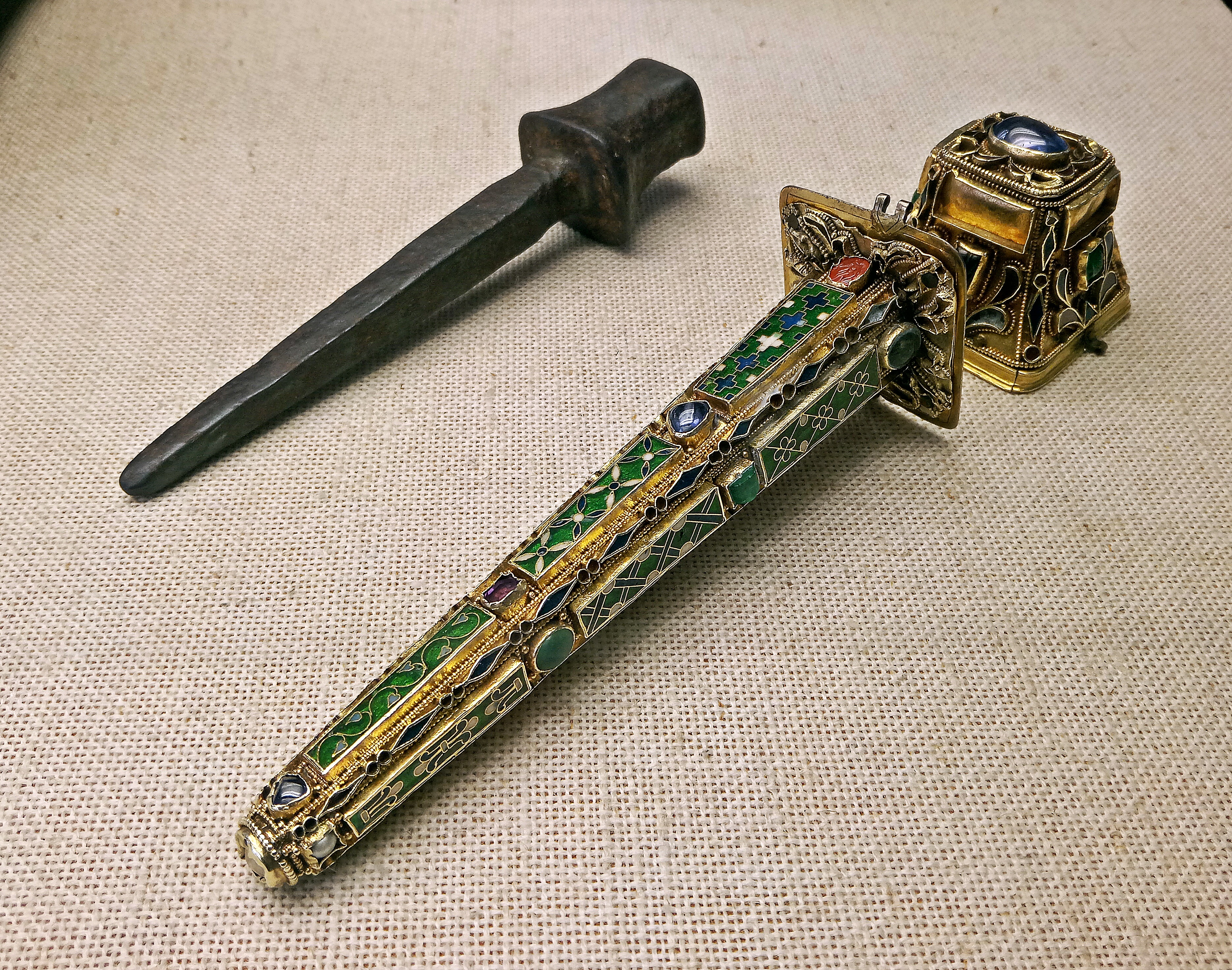
Heiliger Nagel und Reliquiar

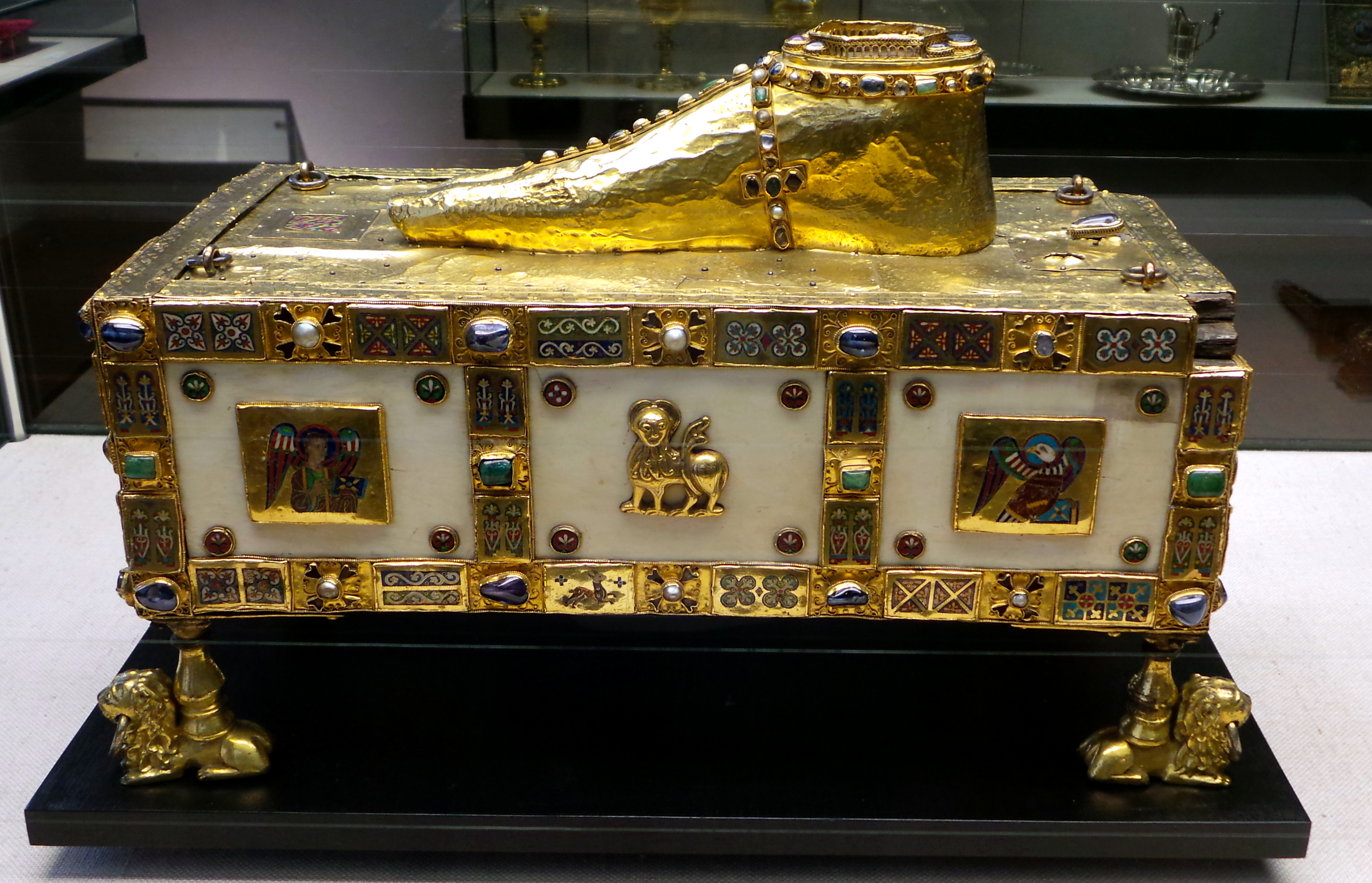
Andreas-Tragaltar
Der Andreas-Tragaltar oder Egbert-Schrein ist ein kastenförmiges Sammelreliquiar, das als eines der bedeutendsten Werke der ottonischen Goldschmiedekunst gilt.
Das Reliquiar wurde in den Trierer Egbert-Werkstätten im Auftrag des Erzbischofs Egbert von Trier (~950–993) angefertigt; eine Inschrift weist ihn als Stifter des Reliquiars aus. Den Namen „Andreas-Tragaltar“ erhielt das Reliquiar nach der wichtigsten in ihm verwahrten Reliquie: eine Sandale des Apostels Andreas. Außer ihr befanden sich in dem Reliquiar Glieder der zur Fesselung des heiligen Petrus benutzten Kette, Barthaare des Petrus, ein Nagel vom Kreuz Christi sowie die Trinkschale der Heiligen Helena.
Krümme eines Bischofsstabs
Die 1851 im Grab des Erzbischofs Heinrich von Finstingen († 1286) gefundene, 28 cm lange Krümme eines Bischofstabs besteht aus Kupfer, ist mit Limoger Email geschmückt und vergoldet. Auf der mit romanischen Ranken verzierten Stabhülse sitzt ein durchbrochener Knauf, der aus sich windenden Ungeheuern mit langen Schwänzen und Blumenranken besteht.
Reliquiar des Heiligen Nagels
Der Legende nach ist der Trierer Dom seit dem 4. Jahrhundert im Besitz eines von Kaiserin Helena geschenkten Heiligen Nagels. Erzbischof Egbert von Trier (977–993) ließ von einem Goldschmied ein prunkvolles Reliquiar anfertigen, das den 21,4 cm langen Nagel passgenau aufnahm. Der Reliquienbehälter ist allseitig mit Edelsteinen und Emailleplatten verziert. Die äußere Gestalt des Reliquiars gibt die Form des Nagels wieder und gilt somit als sprechendes Reliquiar, das dem des Lesens unkundigen Betrachter Auskunft über seinen Inhalt gibt. Das Reliquiar hat einen aufklappbaren Deckel, der es ermöglicht, die Reliquie zu berühren oder den Gläubigen zu zeigen. Die Reliquie wurde im Andreas-Tragaltar aufbewahrt, bei Prozessionen mitgeführt und bei Heiltumsweisungen gezeigt, wo sie  mehrfach Blinde geheilt haben soll. Zudem wurde die Reliquie des Heiligen Nagels bei Eidesleistungen verwendet.
Gozbert-Rauchfass
Das 21,5 cm hohe, um 1100 entstandene Rauchfass dient zum Verbreiten von Weihrauchduft: Weihrauchkörner werden auf glühende Holzkohle gestreut, verdampfen und verbreiten durch Schwenken des aus Bronze gegossenen Fasses an einer Kette bei Prozessionen und liturgischen Handlungen einen wohlriechenden Duft. Die Inschriften des Gefäßes, die Architektur sowie das Figurenprogramm verkünden eine komplexe heilsgeschichtliche Botschaft.

### 19./20. Jahrhundert
- Werke des Historismus aus dem Atelier des Trierer Goldschmieds und Kunstsammlers Josef Brems-Varain (1859–1912)

Neogotischer Kelch
Der Trierer Klerus ließ den 23 cm hohen Kelch beim Aachener Goldschmied Martin Vogeno (1821–1888) anfertigen und überreichte ihn Matthias Eberhard zu seiner Wahl zum Trierer Bischof im Jahr 1867.